# Flagelloscypha montis-anagae
Flagelloscypha montis-anagae är en svampart som beskrevs av Agerer 1979. Flagelloscypha montis-anagae ingår i släktet Flagelloscypha och familjen Niaceae.   Inga underarter finns listade i Catalogue of Life.